# Piątkowa (Chełmiec)
Piątkowa ist eine Ortschaft mit einem Schulzenamt der Gemeinde Chełmiec im Powiat Nowosądecki der Woiwodschaft Kleinpolen in Polen.

## Geographie
Der Ort liegt im Sandezer Becken, nordwestlich der Niederen Beskiden.
Die Nachbarorte sind die Stadt Nowy Sącz im Westen, Januszowa im Nordwesten, Boguszowa im Norden, Koniuszowa im Nordosten, Paszyn im Osten, Mystków im Süden.

Lage des Dorfs in der Gemeinde Chełmiec

## Geschichte
Der Ort wurde wahrscheinlich von Stadtbürgern aus Nowy Sącz (Neu Sandez) gegründet und wurde zwischen den Jahren 1320 und 1330 erstmals urkundlich erwähnt. Der besitzanzeigende Name ist vom Personennamen Piątek abgeleitet aber im Mittelalter wurde es auch Gisdorf benannt. Im Jahre 1360 gehörte das Dorf dem Krankenhaus des Heiligen Geists in Nowy Sącz. Seit 1412 gehörte es zu den Prämonstratensern in Nowy Sącz. In den folgenden Jahrhunderten wurde es von Nowy Sącz verpfändet.
Nach der Ersten Teilung Polens kam Piątkowa zum neuen Königreich Galizien und Lodomerien des habsburgischen Kaiserreichs (ab 1804).
Im Jahre 1900 hatte das Dorf in 133 Häusern 806 Einwohner, davon waren alle polnischsprachig, 765 römisch-katholisch, 41 Juden.
1918, nach dem Ende des Ersten Weltkriegs und dem Zusammenbruch der k.u.k. Monarchie, kam Piątkowa zu Polen. Unterbrochen wurde dies durch die Besetzung Polens durch die Wehrmacht im Zweiten Weltkrieg, während der es zum  Generalgouvernement gehörte.
Von 1975 bis 1998 gehörte Piątkowa zur Woiwodschaft Nowy Sącz.
Ein Teil des ehemaligen Dorfes wurde im Jahre 1977 abgetrennt und an die Stadt Nowy Sącz angeschlossen.

## Verkehr
Durch Piątkowa verläuft die Staatsstraße DK 28, die Zator durch Nowy Sącz mit Przemyśl verbindet.